# 40 км (зупинний пункт, Лиманська дирекція Донецької залізниці)
40 км — пасажирська зупинна залізнична платформа Лиманської дирекції Донецької залізниці.
Розташована неподалік від с. Богданівка, Бахмутський район, Донецька область на лінії Ступки — Краматорськ між станціями Часів Яр (10 км) та Ступки (6 км).
Пасажирське сполучення не здійснюється понад 10 років.